# 博尔绍迪万考
博尔绍迪万考，是匈牙利包尔绍德-奥包乌伊-曾普伦州所辖的一个村。总面积15.91平方公里，总人口754，人口密度47.4人/平方公里（2011年1月1日）。